# Afrikas Store Søer
Afrikas Store Søer (engelsk: Great Lakes) er en gruppe søer i og omkring Great Rift Valley. Blandt søerne er Victoriasøen, verdens tredje største sø. De Store Søer er: Tanganyikasøen, Victoriasøen, Albertsøen, Edwardsøen, Kivusøen og Malawisøen.
Afrikas Store Søer begrænses indimellem til kun at omfatte Victoria-, Albert- og Edwardsøerne da kun de har udløb til den Hvide Nil. Tanganyika- og Kivusøerne har udløb i Kongofloden. Kyogasøen er en del af det store sø-systemet, men betragtes ikke som en af de store søer.